# Ванашен
Ванашен (вірм. Վանաշեն) — село в марзі Арарат, у центрі Вірменії. Село розташоване за 8 км на північ від міста Арарата, за 4 км на північ від села Айгаван, за 5 км на північний схід від села Воскетап, за 3 км на схід від села Аралез, за 2 км на південний схід від села Норабац та за 4 км на південний захід від міста Веді.